# شو حكينا (مسلسل)
شو حكينا مسلسل سوري، كوميدي إنتاج عام 2000.
المسلسل كوميدي يدور في إطار اجتماعي حول البيئة الشعبية وما يحدث فيها من علاقات متعددة ومتداخلة بين أبناء الحي الواحد وتصوير أحداث تقع بين الجيران وذلك من خلال المفارقات التي تحدث.

## الممثلون والشخصيات
1. سامية الجزائري بدور جميلة أم سامر
2. حسام تحسين بيك بدور أبو قصي
3. إيمان الغوري بدور أم قصي
4. عصام سليمان بدور سنكوح الهزاز
5. جلال شموط بدور مروان
6. مصطفى دياب بدور بكري
7. حسام عيد بدور روكي
8. رانيا حالوت بدور ندى
9. نزار أبو حجر بدور عرفان (رئيس مجلس البناية)
10. ليليا الأطرش بدور رشا